# متیو پویگ
متیو پویگ (انگلیسی: Mathieu Puig؛ زادهٔ ۲۲ مهٔ ۱۹۷۸) بازیکن فوتبال اهل فرانسه است.
از باشگاه‌هایی که در آن بازی کرده‌است می‌توان به باشگاه فوتبال تولوز اشاره کرد.